# Llista de topònims de Roses
Llista de topònims (noms propis de lloc) del municipi de Roses, a l'Alt Empordà
Informació actualitzada per un bot. Els canvis manuals es perdran quan s'actualitzi!

## badia
| imatge | Nom              | Ubicat a       | instància de | Detalls | coordenades                                        | Protecció | Commons (més fotos) | Dades a WD                    |
| ------ | ---------------- | -------------- | ------------ | ------- | -------------------------------------------------- | --------- | ------------------- | ----------------------------- |
|        | badia de Jóncols | Cadaqués Roses | badia        |         | 42° 14′ 54″ N, 3° 16′ 05″ E / 42.24841°N,3.26792°E |           |                     | Modifica les dades a Wikidata |
|        | badia de Montjoi | Roses          | badia        |         | 42° 14′ 26″ N, 3° 14′ 23″ E / 42.24059°N,3.23977°E |           | Badia de Montjoi    | Modifica les dades a Wikidata |
|        | badia de Roses   | Roses          | badia        |         | 42° 15′ 08″ N, 3° 09′ 50″ E / 42.25222°N,3.16389°E |           | Badia de Roses      | Modifica les dades a Wikidata |

## barraca de vinya
| imatge | Nom                                         | Ubicat a | instància de     | Detalls                     | coordenades                                       | Protecció                                  | Commons (més fotos) | Dades a WD                    |
| ------ | ------------------------------------------- | -------- | ---------------- | --------------------------- | ------------------------------------------------- | ------------------------------------------ | ------------------- | ----------------------------- |
|        | barraca de Can Berta                        | Roses    | barraca de vinya | Estil: arquitectura popular | 42° 17′ 22″ N, 3° 11′ 34″ E / 42.2895°N,3.19276°E | bé integrant del patrimoni cultural català |                     | Modifica les dades a Wikidata |
|        | barraca de Can Figa                         | Roses    | barraca de vinya | Estil: arquitectura popular | 42° 16′ 12″ N, 3° 14′ 07″ E / 42.27°N,3.23536°E   | bé integrant del patrimoni cultural català |                     | Modifica les dades a Wikidata |
|        | barraca de Queralbs                         | Roses    | barraca de vinya | Estil: arquitectura popular | 42° 17′ 50″ N, 3° 10′ 20″ E / 42.2973°N,3.17214°E | bé integrant del patrimoni cultural català |                     | Modifica les dades a Wikidata |
|        | barraca entre la Masia Llobatera i Perafita | Roses    | barraca de vinya | Estil: arquitectura popular | 42° 17′ 14″ N, 3° 14′ 04″ E / 42.2872°N,3.23435°E | bé integrant del patrimoni cultural català |                     | Modifica les dades a Wikidata |

## bateria d'artilleria
| imatge | Nom                        | Ubicat a | instància de                         | Detalls | coordenades                                                           | Protecció | Commons (més fotos) | Dades a WD                    |
| ------ | -------------------------- | -------- | ------------------------------------ | ------- | --------------------------------------------------------------------- | --------- | ------------------- | ----------------------------- |
|        | Bateria de Punta Falconera | Roses    | bateria d'artilleria coastal battery |         | 42° 14′ 04″ N, 3° 13′ 05″ E / 42.23438401049448°N,3.218028545379639°E |           |                     | Modifica les dades a Wikidata |
|        | Bateria del Far de Roses   | Roses    | bateria d'artilleria coastal battery |         | 42° 14′ 50″ N, 3° 11′ 00″ E / 42.2472474319723°N,3.1832081079483037°E |           |                     | Modifica les dades a Wikidata |

## búnquer
| imatge | Nom                         | Ubicat a | instància de | Detalls                     | coordenades                                       | Protecció                                  | Commons (més fotos)         | Dades a WD                    |
| ------ | --------------------------- | -------- | ------------ | --------------------------- | ------------------------------------------------- | ------------------------------------------ | --------------------------- | ----------------------------- |
|        | Búnquers de la Garriga      | Roses    | búnquer      | Estil: arquitectura popular | 42° 16′ 46″ N, 3° 09′ 14″ E / 42.2794°N,3.15393°E | bé integrant del patrimoni cultural català |                             | Modifica les dades a Wikidata |
|        | Búnquers de punta Falconera | Roses    | búnquer      | Estil: arquitectura popular | 42° 14′ 08″ N, 3° 13′ 05″ E / 42.2355°N,3.21819°E | bé cultural d'interès local                | Búnquers de Punta Falconera | Modifica les dades a Wikidata |
|        | Búnquers del far            | Roses    | búnquer      | Estil: arquitectura popular | 42° 14′ 48″ N, 3° 10′ 55″ E / 42.2468°N,3.18185°E | bé cultural d'interès local                |                             | Modifica les dades a Wikidata |

## cabana
| imatge | Nom                    | Ubicat a | instància de | Detalls                     | coordenades                                                         | Protecció                   | Commons (més fotos) | Dades a WD                    |
| ------ | ---------------------- | -------- | ------------ | --------------------------- | ------------------------------------------------------------------- | --------------------------- | ------------------- | ----------------------------- |
|        | barraca de cala Pelosa | Roses    | cabana       | Estil: arquitectura popular | 42° 15′ 00″ N, 3° 14′ 40″ E / 42.2499°N,3.24434°E                   | bé cultural d'interès local |                     | Modifica les dades a Wikidata |
|        | barraca de l'Almadrava | Roses    | cabana       | Estil: arquitectura popular | 42° 14′ 29″ N, 3° 12′ 23″ E / 42.2415°N,3.20626°E                   | bé cultural d'interès local |                     | Modifica les dades a Wikidata |
|        | barraca dels Jóncols   | Roses    | cabana       | Estil: arquitectura popular | 42° 15′ 10″ N, 3° 15′ 12″ E / 42.2529°N,3.2533°E                    | bé cultural d'interès local |                     | Modifica les dades a Wikidata |
|        | barraca dels Palauencs | Roses    | cabana       |                             | 42° 14′ 27″ N, 3° 15′ 47″ E / 42.240932°N,3.263131°E                |                             |                     | Modifica les dades a Wikidata |
|        | corral de Montjoi      | Roses    | cabana       |                             | 42° 15′ 42″ N, 3° 12′ 58″ E / 42.2617380969304°N,3.21621683475532°E |                             |                     | Modifica les dades a Wikidata |
|        | corral del Cenobi      | Roses    | cabana       |                             | 42° 15′ 54″ N, 3° 13′ 49″ E / 42.2648809448716°N,3.23026847532726°E |                             |                     | Modifica les dades a Wikidata |

## cap
| imatge | Nom                      | Ubicat a | instància de  | Detalls | coordenades                                                       | Protecció | Commons (més fotos) | Dades a WD                    |
| ------ | ------------------------ | -------- | ------------- | ------- | ----------------------------------------------------------------- | --------- | ------------------- | ----------------------------- |
|        | Cap Norfeu               | Roses    | cap           |         | 42° 14′ 36″ N, 3° 15′ 18″ E / 42.24338889°N,3.25491667°E          |           | Cap Norfeu          | Modifica les dades a Wikidata |
|        | Punta de l'Omella        | Roses    | cap           |         | 42° 14′ 32″ N, 3° 11′ 54″ E / 42.24212°N,3.19822°E                |           |                     | Modifica les dades a Wikidata |
|        | Punta de la Creu (punta) | Roses    | cap           |         | 42° 14′ 14″ N, 3° 15′ 40″ E / 42.23716°N,3.26122°E                |           |                     | Modifica les dades a Wikidata |
|        | Punta de la Galera       | Roses    | cap           |         | 42° 14′ 21″ N, 3° 15′ 16″ E / 42.239198°N,3.254512°E 20.9 msnm    |           |                     | Modifica les dades a Wikidata |
|        | Punta de la Galera       | Roses    | cap           |         | 42° 14′ 20″ N, 3° 15′ 17″ E / 42.23894°N,3.2547°E                 |           |                     | Modifica les dades a Wikidata |
|        | cap Blanc                | Roses    | cap           |         | 42° 14′ 26″ N, 3° 13′ 45″ E / 42.24059°N,3.22929°E                |           |                     | Modifica les dades a Wikidata |
|        | la Trona                 | Roses    | cap           |         | 42° 14′ 37″ N, 3° 16′ 00″ E / 42.24351°N,3.26654°E                |           |                     | Modifica les dades a Wikidata |
|        | punta Falconera          | Roses    | cap península |         | 42° 13′ 56″ N, 3° 13′ 08″ E / 42.232311111111°N,3.2188388888889°E |           | Punta Falconera     | Modifica les dades a Wikidata |
|        | punta de la Bateria      | Roses    | cap           |         | 42° 14′ 43″ N, 3° 10′ 58″ E / 42.24523°N,3.18286°E                |           |                     | Modifica les dades a Wikidata |
|        | punta de la Ferrera      | Roses    | cap           |         | 42° 14′ 50″ N, 3° 14′ 16″ E / 42.2472°N,3.23771°E                 |           |                     | Modifica les dades a Wikidata |

## casa
| imatge | Nom                              | Ubicat a | instància de               | Detalls                                                                                        | coordenades | Protecció                                            | Commons (més fotos)           | Dades a WD                    |
| ------ | -------------------------------- | -------- | -------------------------- | ---------------------------------------------------------------------------------------------- | --- | ---------------------------------------------------- | ----------------------------- | ----------------------------- |
|        | Can Jordà                        | Roses    | casa                       | Estil: arquitectura eclèctica                                                                  | 42° 15′ 49″ N, 3° 10′ 30″ E / 42.2636°N,3.17494°E                                                              | bé cultural d'interès local                          | Can Jordà (Roses)             | Modifica les dades a Wikidata |
|        | Casa Mallol                      | Roses    | casa                       | Estil: arquitectura modernista 1906                                                            | 42° 15′ 48″ N, 3° 10′ 30″ E / 42.2633°N,3.17497°E ca:Plaça de Catalunya, 12                                    | bé cultural d'interès local                          | Casa Mallol (Roses)           | Modifica les dades a Wikidata |
|        | Casa Mates                       | Roses    | casa                       | Estil: arquitectura modernista historicisme arquitectònic                                      | 42° 15′ 48″ N, 3° 10′ 30″ E / 42.2634°N,3.17497°E ca:Plaça Catalunya, 11                                       | bé cultural d'interès local                          | Casa Mates                    | Modifica les dades a Wikidata |
|        | Casa Neus                        | Roses    | casa                       | Estil: noucentisme                                                                             | 42° 15′ 55″ N, 3° 10′ 19″ E / 42.2652°N,3.17202°E                                                              | bé integrant del patrimoni cultural català           | Casa Neus (Roses)             | Modifica les dades a Wikidata |
|        | Casa Ramon Rahola                | Roses    | casa                       | Estil: arquitectura eclèctica                                                                  | 42° 15′ 50″ N, 3° 10′ 28″ E / 42.264°N,3.17447°E                                                               | bé cultural d'interès local                          | Casa Ramon Rahola             | Modifica les dades a Wikidata |
|        | Casa Reig                        | Roses    | casa                       |                                                                                                | 42° 14′ 48″ N, 3° 11′ 32″ E / 42.246595°N,3.192328°E                                                           | bé integrant del patrimoni cultural català           |                               | Modifica les dades a Wikidata |
|        | Casa Rozes                       | Roses    | casa habitatge unifamiliar | Arquitecte: Josep Antoni Coderch i de Sentmenat Estil: racionalisme arquitectònic 20th century | 42° 14′ 16″ N, 3° 12′ 29″ E / 42.237831°N,3.208104°E ca:Av. de Díaz Pacheco, 184, punta de l'Almadrava 15 msnm | bé d'interès cultural bé cultural d'interès nacional | Casa Rozes                    | Modifica les dades a Wikidata |
|        | Casa dels Italians               | Roses    | casa                       | Arquitecte: Claudi Díaz Pérez Estil: arquitectura popular 1949                                 | 42° 15′ 27″ N, 3° 10′ 54″ E / 42.257537°N,3.181604°E                                                           | bé integrant del patrimoni cultural català           | Casa dels Italians            | Modifica les dades a Wikidata |
|        | Clos Rahola                      | Roses    | casa                       |                                                                                                | 42° 14′ 52″ N, 3° 14′ 45″ E / 42.2477°N,3.24583°E                                                              | bé integrant del patrimoni cultural català           |                               | Modifica les dades a Wikidata |
|        | Edifici de la Casa Cremada       | Roses    | casa                       | Estil: arquitectura popular                                                                    | | bé cultural d'interès local                          |                               | Modifica les dades a Wikidata |
|        | Stella Maris                     | Roses    | casa                       | Estil: arquitectura popular 20th century                                                       | 42° 15′ 55″ N, 3° 10′ 05″ E / 42.265207°N,3.168152°E                                                           | bé integrant del patrimoni cultural català           | Stella Maris (Roses)          | Modifica les dades a Wikidata |
|        | casa al carrer Canyelles, 70-74  | Roses    | casa                       |                                                                                                | 42° 14′ 52″ N, 3° 11′ 41″ E / 42.2477°N,3.19463°E                                                              | bé cultural d'interès local                          |                               | Modifica les dades a Wikidata |
|        | casa al carrer Pi i Sunyer, 5    | Roses    | casa                       | Estil: arquitectura eclèctica                                                                  | 42° 15′ 46″ N, 3° 10′ 32″ E / 42.26278°N,3.175445°E                                                            | bé integrant del patrimoni cultural català           | Casa al carrer Pi i Sunyer, 5 | Modifica les dades a Wikidata |
|        | habitatge al carrer Sant Elm, 15 | Roses    | casa                       | Estil: arquitectura popular                                                                    | 42° 15′ 41″ N, 3° 10′ 36″ E / 42.26144°N,3.176569°E                                                            | bé integrant del patrimoni cultural català           |                               | Modifica les dades a Wikidata |

## castell
| imatge | Nom                    | Ubicat a | instància de | Detalls                                   | coordenades                                                                                     | Protecció                                            | Commons (més fotos)           | Dades a WD                    |
| ------ | ---------------------- | -------- | ------------ | ----------------------------------------- | ----------------------------------------------------------------------------------------------- | ---------------------------------------------------- | ----------------------------- | ----------------------------- |
|        | Castell de la Garriga  | Roses    | castell      | Estil: arquitectura popular               | 42° 16′ 46″ N, 3° 09′ 13″ E / 42.2795°N,3.15359°E                                               | bé d'interès cultural bé cultural d'interès nacional | Castell de la Garriga (Roses) | Modifica les dades a Wikidata |
|        | Castillo de Puigrom    | Roses    | castell      |                                           |                                                                                                 | bé d'interès cultural                                |                               | Modifica les dades a Wikidata |
|        | La Guardiola           | Roses    | castell      | Estil: arquitectura popular Estat: ruïnós | 42° 15′ 16″ N, 3° 14′ 41″ E / 42.2544°N,3.24462°E                                               | bé cultural d'interès local                          |                               | Modifica les dades a Wikidata |
|        | castell de Bufalaranya | Roses    | castell      | Estil: arquitectura popular               | 42° 17′ 43″ N, 3° 11′ 40″ E / 42.29527778°N,3.19444444°E ca:Carretera de Roses a Cadaqués, km 6 | bé d'interès cultural bé cultural d'interès nacional | Castell de Bufalaranya        | Modifica les dades a Wikidata |
|        | castell de la Trinitat | Roses    | castell      | Estil: arquitectura popular               | 42° 14′ 51″ N, 3° 11′ 02″ E / 42.2475°N,3.18388889°E ca:Punta de la Poncella                    | bé d'interès cultural bé cultural d'interès nacional | Castell de la Trinitat        | Modifica les dades a Wikidata |

## cova
| imatge | Nom                            | Ubicat a | instància de | Detalls | coordenades                                                         | Protecció | Commons (més fotos) | Dades a WD                    |
| ------ | ------------------------------ | -------- | ------------ | ------- | ------------------------------------------------------------------- | --------- | ------------------- | ----------------------------- |
|        | Cau de la Guilla               | Roses    | cova         |         | 42° 15′ 38″ N, 3° 11′ 38″ E / 42.2604452703024°N,3.19378249489642°E |           |                     | Modifica les dades a Wikidata |
|        | Cova Fumada                    | Roses    | cova         |         | 42° 14′ 19″ N, 3° 15′ 44″ E / 42.2386040426381°N,3.26225481414666°E |           |                     | Modifica les dades a Wikidata |
|        | Cova Gran                      | Roses    | cova         |         | 42° 14′ 15″ N, 3° 15′ 40″ E / 42.2374627993764°N,3.26113505998693°E |           |                     | Modifica les dades a Wikidata |
|        | Forat de la Muntanya de Norfeu | Roses    | cova         |         | 42° 14′ 33″ N, 3° 15′ 29″ E / 42.2424951432839°N,3.25811347931228°E |           |                     | Modifica les dades a Wikidata |
|        | cova d'en Palou                | Roses    | cova         |         | 42° 15′ 00″ N, 3° 14′ 13″ E / 42.2498901512003°N,3.23684481958517°E |           |                     | Modifica les dades a Wikidata |
|        | cova de Tamariu                | Roses    | cova         |         | 42° 14′ 31″ N, 3° 15′ 51″ E / 42.2418600856674°N,3.26409852617411°E |           |                     | Modifica les dades a Wikidata |
|        | cova de l'Aigua                | Roses    | cova         |         | 42° 16′ 02″ N, 3° 12′ 39″ E / 42.2671250595954°N,3.21071811168876°E |           |                     | Modifica les dades a Wikidata |
|        | cova de l'Estufador            | Roses    | cova         |         | 42° 14′ 45″ N, 3° 14′ 46″ E / 42.2459711531067°N,3.24600614150529°E |           |                     | Modifica les dades a Wikidata |
|        | cova de la Jacona              | Roses    | cova         |         | 42° 18′ 06″ N, 3° 10′ 54″ E / 42.3016594949234°N,3.18170384271123°E |           |                     | Modifica les dades a Wikidata |
|        | cova de la Pelosa              | Roses    | cova         |         | 42° 15′ 07″ N, 3° 15′ 09″ E / 42.2520095392874°N,3.25236975818841°E |           |                     | Modifica les dades a Wikidata |
|        | cova de les Bruixes            | Roses    | cova         |         | 42° 14′ 27″ N, 3° 13′ 41″ E / 42.2408113772837°N,3.22818105281738°E |           |                     | Modifica les dades a Wikidata |
|        | cova de les Cambres            | Roses    | cova         |         | 42° 14′ 59″ N, 3° 15′ 18″ E / 42.249770106678°N,3.25502772265003°E  |           |                     | Modifica les dades a Wikidata |
|        | cova de les Ermites            | Roses    | cova         |         | 42° 14′ 43″ N, 3° 15′ 00″ E / 42.2451967660401°N,3.25010015228199°E |           |                     | Modifica les dades a Wikidata |
|        | cova de les Mongetes           | Roses    | cova         |         | 42° 14′ 16″ N, 3° 15′ 43″ E / 42.2377763585014°N,3.26186354901373°E |           |                     | Modifica les dades a Wikidata |
|        | cova del Calis                 | Roses    | cova         |         | 42° 15′ 00″ N, 3° 13′ 37″ E / 42.2498741497175°N,3.22694087664971°E |           |                     | Modifica les dades a Wikidata |
|        | cova del Fitor de Dalt         | Roses    | cova         |         | 42° 15′ 50″ N, 3° 13′ 00″ E / 42.2639346001383°N,3.21675783756243°E |           |                     | Modifica les dades a Wikidata |
|        | cova del Fitó de Baix          | Roses    | cova         |         | 42° 15′ 40″ N, 3° 13′ 11″ E / 42.2610558574385°N,3.21977907706307°E |           |                     | Modifica les dades a Wikidata |
|        | cova del Fitó de Dalt          | Roses    | cova         |         | 42° 15′ 50″ N, 3° 13′ 00″ E / 42.2639346001383°N,3.21675783756243°E |           |                     | Modifica les dades a Wikidata |
|        | cova del Grill                 | Roses    | cova         |         | 42° 14′ 43″ N, 3° 13′ 49″ E / 42.2453284268342°N,3.23023372245489°E |           |                     | Modifica les dades a Wikidata |
|        | cova del Guill                 | Roses    | cova         |         | 42° 14′ 37″ N, 3° 15′ 18″ E / 42.2435738481079°N,3.25500276688729°E |           |                     | Modifica les dades a Wikidata |
|        | cova del Lledó                 | Roses    | cova         |         | 42° 14′ 30″ N, 3° 13′ 08″ E / 42.2416221806622°N,3.21881469097488°E |           |                     | Modifica les dades a Wikidata |
|        | cova del Lliri                 | Roses    | cova         |         | 42° 14′ 40″ N, 3° 15′ 02″ E / 42.244339933801°N,3.25066646426165°E  |           |                     | Modifica les dades a Wikidata |
|        | cova del Puig Rodó             | Roses    | cova         |         | 42° 16′ 12″ N, 3° 13′ 18″ E / 42.2699233301716°N,3.22168942418373°E |           |                     | Modifica les dades a Wikidata |
|        | cova del Puig de la Malaterra  | Roses    | cova         |         | 42° 16′ 02″ N, 3° 12′ 56″ E / 42.2672333313854°N,3.21545957512009°E |           |                     | Modifica les dades a Wikidata |
|        | cova del Rec de Montjoi        | Roses    | cova         |         | 42° 15′ 36″ N, 3° 13′ 08″ E / 42.259940944223°N,3.21880527049816°E  |           |                     | Modifica les dades a Wikidata |
|        | cova del Rec de l'Alzeda       | Roses    | cova         |         | 42° 16′ 09″ N, 3° 12′ 40″ E / 42.2691868960989°N,3.2110402535575°E  |           |                     | Modifica les dades a Wikidata |
|        | cova del Rec de la Galera      | Roses    | cova         |         | 42° 14′ 34″ N, 3° 15′ 40″ E / 42.2428574829989°N,3.26116942554134°E |           |                     | Modifica les dades a Wikidata |
|        | cova del Salt del Llop         | Roses    | cova         |         | 42° 16′ 53″ N, 3° 13′ 06″ E / 42.2814666284464°N,3.21839459929628°E |           |                     | Modifica les dades a Wikidata |
|        | cova del Tabal                 | Roses    | cova         |         | 42° 14′ 42″ N, 3° 15′ 12″ E / 42.2450367723469°N,3.25323894431934°E |           |                     | Modifica les dades a Wikidata |
|        | cova del Traire                | Roses    | cova         |         | 42° 14′ 23″ N, 3° 15′ 18″ E / 42.2397280939005°N,3.25503576311724°E |           |                     | Modifica les dades a Wikidata |
|        | cova dels Dormidors            | Roses    | cova         |         | 42° 14′ 35″ N, 3° 15′ 28″ E / 42.2429732620254°N,3.25776392105196°E |           |                     | Modifica les dades a Wikidata |
|        | cova dels Miracles             | Roses    | cova         |         | 42° 14′ 25″ N, 3° 15′ 04″ E / 42.2402769711217°N,3.25118368085429°E |           |                     | Modifica les dades a Wikidata |

## dolmen
| imatge | Nom                                   | Ubicat a | instància de                | Detalls | coordenades                                                                         | Protecció                                            | Commons (més fotos)               | Dades a WD                    |
| ------ | ------------------------------------- | -------- | --------------------------- | ------- | ----------------------------------------------------------------------------------- | ---------------------------------------------------- | --------------------------------- | ----------------------------- |
|        | Cista de la Casa Cremada              | Roses    | dolmen                      |         | 42° 15′ 43″ N, 3° 11′ 49″ E / 42.262061°N,3.197025°E                                |                                                      |                                   | Modifica les dades a Wikidata |
|        | Cista del Pla de les Gates            | Roses    | dolmen jaciment arqueològic |         | 42° 15′ 48″ N, 3° 12′ 32″ E / 42.2632738699913°N,3.20881381459118°E                 | bé integrant del patrimoni cultural català           |                                   | Modifica les dades a Wikidata |
|        | Coves-dolmen del Rec de la Quarentena | Roses    | dolmen                      |         | 42° 15′ 39″ N, 3° 12′ 12″ E / 42.2607888064908°N,3.2034345285638°E                  |                                                      |                                   | Modifica les dades a Wikidata |
|        | Llit de la Generala                   | Roses    | dolmen                      |         | 42° 15′ 51″ N, 3° 11′ 27″ E / 42.264284°N,3.190757°E ca:Urbanització Els Grecs      |                                                      | Llit de la Generala               | Modifica les dades a Wikidata |
|        | dolmen de Puigsaquera                 | Roses    | dolmen                      |         | 42° 17′ 52″ N, 3° 10′ 50″ E / 42.2977795115019°N,3.18063725224332°E                 |                                                      |                                   | Modifica les dades a Wikidata |
|        | dolmen de la Casa Cremada             | Roses    | dolmen                      |         | 42° 15′ 50″ N, 3° 11′ 53″ E / 42.26393249067335°N,3.1980005317185896°E              |                                                      |                                   | Modifica les dades a Wikidata |
|        | dolmen de la Creu d'en Cobertella     | Roses    | dolmen jaciment arqueològic |         | 42° 15′ 25″ N, 3° 11′ 50″ E / 42.25702778°N,3.19713889°E ca:Carretera a Cala Monjoi | bé d'interès cultural bé cultural d'interès nacional | Dolmen de la Creu d'en Cobertella | Modifica les dades a Wikidata |
|        | dolmen de la Quarantena I             | Roses    | dolmen                      |         | 42° 16′ 01″ N, 3° 12′ 10″ E / 42.266833333333°N,3.2028888888889°E                   |                                                      | Dolmen de la Quarantena I         | Modifica les dades a Wikidata |
|        | dolmen de la Quarantena II            | Roses    | dolmen                      |         | 42° 15′ 38″ N, 3° 12′ 12″ E / 42.260444°N,3.203306°E                                |                                                      | Dolmen de la Quarantena II        | Modifica les dades a Wikidata |
|        | dolmen del Cap de l'Home              | Roses    | dolmen                      |         | 42° 15′ 53″ N, 3° 11′ 23″ E / 42.26468°N,3.189675°E ca:Urbanització Els Grecs       |                                                      | Dolmen del Cap de l'Home          | Modifica les dades a Wikidata |
|        | la Tomba del General                  | Roses    | dolmen                      |         | 42° 15′ 51″ N, 3° 12′ 46″ E / 42.2641582857896°N,3.21273310599482°E 305 msnm        |                                                      | La Tomba del General              | Modifica les dades a Wikidata |

## edifici
| imatge | Nom                                   | Ubicat a | instància de | Detalls                                            | coordenades | Protecció                                  | Commons (més fotos)            | Dades a WD                    |
| ------ | ------------------------------------- | -------- | ------------ | -------------------------------------------------- | --- | ------------------------------------------ | ------------------------------ | ----------------------------- |
|        | Antiga Casa de la Vila                | Roses    | edifici      | Estil: arquitectura eclèctica                      | 42° 15′ 48″ N, 3° 10′ 30″ E / 42.263208°N,3.175052°E ca:Carrer de Pi i Sunyer, 13 2 msnm                       | bé integrant del patrimoni cultural català | Antiga Casa de la Vila (Roses) | Modifica les dades a Wikidata |
|        | Camp de presoners de la Pelosa        | Roses    | edifici      |                                                    | 42° 14′ 57″ N, 3° 14′ 40″ E / 42.249154°N,3.244421°E                                                           | bé integrant del patrimoni cultural català |                                | Modifica les dades a Wikidata |
|        | Casa de peons caminers                | Roses    | edifici      | Estil: arquitectura popular                        | 42° 17′ 28″ N, 3° 11′ 03″ E / 42.2911°N,3.18429°E                                                              | bé integrant del patrimoni cultural català |                                | Modifica les dades a Wikidata |
|        | Construccions del Pla de les Gates    | Roses    | edifici      | Estil: arquitectura popular                        | | bé cultural d'interès local                |                                | Modifica les dades a Wikidata |
|        | Edificacions de la carretera del Far  | Roses    | edifici      | Estil: arquitectura popular                        | 42° 15′ 07″ N, 3° 10′ 56″ E / 42.2519°N,3.18217°E                                                              | bé integrant del patrimoni cultural català |                                | Modifica les dades a Wikidata |
|        | Edifici Apartsol                      | Roses    | edifici      | Estil: racionalisme arquitectònic                  | 42° 16′ 04″ N, 3° 09′ 19″ E / 42.2678°N,3.15532°E                                                              | bé integrant del patrimoni cultural català | Edifici Apartsol               | Modifica les dades a Wikidata |
|        | Edifici de la Farella                 | Roses    | edifici      | Estil: arquitectura popular                        | | bé cultural d'interès local                |                                | Modifica les dades a Wikidata |
|        | Edificis a l'avinguda de Díaz Pacheco | Roses    | edifici      |                                                    | 42° 14′ 36″ N, 3° 12′ 04″ E / 42.2432°N,3.20099°E                                                              | bé integrant del patrimoni cultural català |                                | Modifica les dades a Wikidata |
|        | Edificis a l'avinguda de Rhode        | Roses    | edifici      | Estil: arquitectura eclèctica arquitectura popular | 42° 15′ 46″ N, 3° 10′ 30″ E / 42.2627°N,3.17503°E                                                              | bé integrant del patrimoni cultural català | Edificis a l'avinguda de Rhode | Modifica les dades a Wikidata |
|        | Mas Margarits                         | Roses    | edifici      |                                                    | 42° 17′ 14″ N, 3° 12′ 49″ E / 42.287304335307°N,3.2135576390124°E                                              |                                            |                                | Modifica les dades a Wikidata |
|        | Nau del Port                          | Roses    | edifici      | Estil: arquitectura popular                        | 42° 15′ 23″ N, 3° 10′ 56″ E / 42.2564°N,3.18211°E                                                              | bé integrant del patrimoni cultural català | Nau del Port (Roses)           | Modifica les dades a Wikidata |
|        | Teatre Municipal de Roses             | Roses    | edifici      | 2002-06-22                                         | 42° 15′ 51″ N, 3° 10′ 37″ E / 42.264130386834545°N,3.176966990175661°E ca:Carrer de Tarragona, 81, 17480 Roses |                                            |                                | Modifica les dades a Wikidata |
|        | edifici de Correus                    | Roses    | edifici      |                                                    | 42° 15′ 54″ N, 3° 10′ 20″ E / 42.2651°N,3.17236°E                                                              | bé integrant del patrimoni cultural català | Edifici de Correus (Roses)     | Modifica les dades a Wikidata |

## entitat singular de població
| imatge | Nom                                                     | Ubicat a | instància de                                                                   | Detalls   | coordenades                                                   | Protecció | Commons (més fotos)                                     | Dades a WD                    |
| ------ | ------------------------------------------------------- | -------- | ------------------------------------------------------------------------------ | --------- | ------------------------------------------------------------- | --------- | ------------------------------------------------------- | ----------------------------- |
|        | Canyelles Petites, l'Almadrava i Santa Rosa de Puig-rom | Roses    | entitat singular de població                                                   | 1264 hab  | 42° 15′ 00″ N, 3° 11′ 55″ E / 42.249904°N,3.198702°E 47 msnm  |           | Canyelles Petites, l'Almadrava i Santa Rosa de Puig-rom | Modifica les dades a Wikidata |
|        | Mas Boscà, Argonisla i el Card                          | Roses    | entitat singular de població                                                   | 479 hab   | 42° 17′ 00″ N, 3° 10′ 00″ E / 42.283472°N,3.166763°E 38 msnm  |           |                                                         | Modifica les dades a Wikidata |
|        | Mas Fumats                                              | Roses    | entitat singular de població                                                   | 310 hab   | 42° 17′ 31″ N, 3° 10′ 36″ E / 42.291966°N,3.176557°E 105 msnm |           |                                                         | Modifica les dades a Wikidata |
|        | Mas Oliva                                               | Roses    | entitat singular de població                                                   | 1389 hab  | 42° 16′ 18″ N, 3° 11′ 21″ E / 42.271687°N,3.18906°E 40 msnm   |           |                                                         | Modifica les dades a Wikidata |
|        | Montjoi                                                 | Roses    | entitat singular de població                                                   | 22 hab    | 42° 15′ 08″ N, 3° 13′ 39″ E / 42.252306°N,3.227389°E 4 msnm   |           |                                                         | Modifica les dades a Wikidata |
|        | Roses                                                   | Roses    | entitat singular de població ens local històric de Catalunya capital municipal | 11483 hab | 42° 15′ 43″ N, 3° 10′ 37″ E / 42.26199°N,3.17689°E 4 msnm     |           |                                                         | Modifica les dades a Wikidata |
|        | Santa Margarida i el Salatar                            | Roses    | entitat singular de població                                                   | 2427 hab  | 42° 15′ 59″ N, 3° 08′ 58″ E / 42.266492°N,3.149446°E 1 msnm   |           |                                                         | Modifica les dades a Wikidata |
|        | el Mas Mates                                            | Roses    | entitat singular de població                                                   | 1546 hab  | 42° 16′ 15″ N, 3° 09′ 53″ E / 42.2709°N,3.1648°E 10 msnm      |           |                                                         | Modifica les dades a Wikidata |
|        | la Garriga i el Cortijo                                 | Roses    | entitat singular de població                                                   | 188 hab   | 42° 16′ 33″ N, 3° 09′ 12″ E / 42.275833°N,3.153472°E 20 msnm  |           |                                                         | Modifica les dades a Wikidata |
|        | les Suredes d'en Mairo, els Grecs i la Muntanyeta       | Roses    | entitat singular de població                                                   | 1147 hab  | 42° 15′ 51″ N, 3° 11′ 15″ E / 42.264229°N,3.187465°E 52 msnm  |           |                                                         | Modifica les dades a Wikidata |

## església
| imatge | Nom                              | Ubicat a | instància de      | Detalls                                             | coordenades                                                         | Protecció                   | Commons (més fotos)              | Dades a WD                    |
| ------ | -------------------------------- | -------- | ----------------- | --------------------------------------------------- | ------------------------------------------------------------------- | --------------------------- | -------------------------------- | ----------------------------- |
|        | Esglesiola de la Casa Cremada    | Roses    | església capella  |                                                     | 42° 15′ 49″ N, 3° 11′ 47″ E / 42.2635840632501°N,3.19636258208048°E |                             |                                  | Modifica les dades a Wikidata |
|        | Sant Basili de Pení              | Roses    | església          | Estil: art preromànic Estat: ruïna, només fonaments | 42° 16′ 10″ N, 3° 13′ 49″ E / 42.269308°N,3.230154°E 356 msnm       |                             | Sant Basili de Pení              | Modifica les dades a Wikidata |
|        | Sant Sebastià                    | Roses    | església capella  |                                                     | 42° 17′ 08″ N, 3° 10′ 51″ E / 42.2855037093187°N,3.18085688985244°E |                             |                                  | Modifica les dades a Wikidata |
|        | Santa Maria de Roses             | Roses    | església monestir | Estil: art romànic a Catalunya 10th century         | 42° 16′ 04″ N, 3° 10′ 13″ E / 42.2677°N,3.17025°E                   |                             | Santa Maria de Roses             | Modifica les dades a Wikidata |
|        | església de Santa Maria de Roses | Roses    | església          | Estil: arquitectura neoclàssica                     | 42° 15′ 43″ N, 3° 10′ 41″ E / 42.2620575°N,3.17795556°E             | bé cultural d'interès local | Església de Santa Maria de Roses | Modifica les dades a Wikidata |

## font
| imatge | Nom                         | Ubicat a | instància de | Detalls                     | coordenades                                                               | Protecció                                  | Commons (més fotos) | Dades a WD                    |
| ------ | --------------------------- | -------- | ------------ | --------------------------- | ------------------------------------------------------------------------- | ------------------------------------------ | ------------------- | ----------------------------- |
|        | font d'en Xameques          | Roses    | font         |                             | 42° 15′ 38″ N, 3° 10′ 41″ E / 42.26056°N,3.178112°E ca:Plaça de Sant Pere | bé integrant del patrimoni cultural català | Font d'en Xameques  | Modifica les dades a Wikidata |
|        | font de Mas Seniqueda       | Roses    | font         |                             | 42° 15′ 30″ N, 3° 14′ 07″ E / 42.25844215592°N,3.2352830327788°E          |                                            |                     | Modifica les dades a Wikidata |
|        | font de la Torre del Sastre | Roses    | font         | Estil: arquitectura popular | 42° 14′ 45″ N, 3° 12′ 55″ E / 42.2458°N,3.21531°E                         | bé integrant del patrimoni cultural català |                     | Modifica les dades a Wikidata |

## forn de calç
| imatge | Nom                          | Ubicat a | instància de | Detalls                     | coordenades                                       | Protecció                                  | Commons (més fotos) | Dades a WD                    |
| ------ | ---------------------------- | -------- | ------------ | --------------------------- | ------------------------------------------------- | ------------------------------------------ | ------------------- | ----------------------------- |
|        | forn de calç del Canadell    | Roses    | forn de calç | Estil: arquitectura popular | 42° 14′ 49″ N, 3° 15′ 10″ E / 42.247°N,3.25264°E  | bé integrant del patrimoni cultural català |                     | Modifica les dades a Wikidata |
|        | forn del Solell de Can Berta | Roses    | forn de calç | Estil: arquitectura popular | 42° 17′ 22″ N, 3° 11′ 26″ E / 42.2894°N,3.19059°E | bé integrant del patrimoni cultural català |                     | Modifica les dades a Wikidata |

## jaciment arqueològic
| imatge | Nom                           | Ubicat a | instància de         | Detalls | coordenades                                              | Protecció                                            | Commons (més fotos)                    | Dades a WD                    |
| ------ | ----------------------------- | -------- | -------------------- | ------- | -------------------------------------------------------- | ---------------------------------------------------- | -------------------------------------- | ----------------------------- |
|        | Parc Megalític de Roses       | Roses    | jaciment arqueològic |         | 42° 15′ 25″ N, 3° 11′ 49″ E / 42.25694444°N,3.19694444°E |                                                      |                                        | Modifica les dades a Wikidata |
|        | Poblat visigòtic del Puig Rom | Roses    | jaciment arqueològic |         | 42° 15′ 22″ N, 3° 11′ 20″ E / 42.256°N,3.189°E           | bé d'interès cultural bé cultural d'interès nacional | Ciudadela visigoda de Puig Rom (Roses) | Modifica les dades a Wikidata |

## masia
| imatge | Nom                        | Ubicat a | instància de     | Detalls                     | coordenades                                                                                 | Protecció                                            | Commons (més fotos)       | Dades a WD                    |
| ------ | -------------------------- | -------- | ---------------- | --------------------------- | ------------------------------------------------------------------------------------------- | ---------------------------------------------------- | ------------------------- | ----------------------------- |
|        | Can Causa                  | Roses    | masia            |                             | 42° 16′ 40″ N, 3° 13′ 02″ E / 42.2778755187513°N,3.21714518137419°E                         |                                                      |                           | Modifica les dades a Wikidata |
|        | Can Peiret                 | Roses    | masia            |                             | 42° 17′ 20″ N, 3° 11′ 08″ E / 42.2887926842662°N,3.1854270721774°E                          |                                                      |                           | Modifica les dades a Wikidata |
|        | Can Ponac                  | Roses    | masia            |                             | 42° 17′ 26″ N, 3° 11′ 36″ E / 42.2904909994118°N,3.19321954173071°E                         |                                                      |                           | Modifica les dades a Wikidata |
|        | Casa Camprubí              | Roses    | masia            | Estil: arquitectura popular | 42° 14′ 59″ N, 3° 13′ 36″ E / 42.2497°N,3.22669°E                                           | bé cultural d'interès local                          |                           | Modifica les dades a Wikidata |
|        | Casa Rosés                 | Roses    | masia            |                             | 42° 14′ 18″ N, 3° 12′ 43″ E / 42.2383928879769°N,3.21190722016443°E                         |                                                      |                           | Modifica les dades a Wikidata |
|        | Mas Bech                   | Roses    | masia            | Estil: arquitectura popular | 42° 17′ 20″ N, 3° 09′ 13″ E / 42.2889°N,3.15374°E                                           | bé integrant del patrimoni cultural català           |                           | Modifica les dades a Wikidata |
|        | Mas Boscà                  | Roses    | masia            |                             | 42° 16′ 58″ N, 3° 09′ 59″ E / 42.2829046229203°N,3.16651346300086°E                         |                                                      |                           | Modifica les dades a Wikidata |
|        | Mas Favar                  | Roses    | masia            |                             | 42° 17′ 19″ N, 3° 11′ 16″ E / 42.2885366033382°N,3.18782799569236°E                         |                                                      |                           | Modifica les dades a Wikidata |
|        | Mas Fumats                 | Roses    | masia            |                             | 42° 17′ 27″ N, 3° 10′ 37″ E / 42.2909313667943°N,3.17706355574381°E                         |                                                      |                           | Modifica les dades a Wikidata |
|        | Mas Giralt                 | Roses    | masia            |                             | 42° 14′ 29″ N, 3° 13′ 16″ E / 42.2415096896274°N,3.22111722686757°E                         |                                                      |                           | Modifica les dades a Wikidata |
|        | Mas Isern                  | Roses    | masia            |                             | 42° 17′ 38″ N, 3° 10′ 16″ E / 42.2939484854818°N,3.17110369799511°E                         |                                                      |                           | Modifica les dades a Wikidata |
|        | Mas Marès                  | Roses    | masia            | Estil: arquitectura popular | 42° 15′ 11″ N, 3° 12′ 08″ E / 42.2531°N,3.20236°E                                           | bé cultural d'interès local                          |                           | Modifica les dades a Wikidata |
|        | Mas Montjoi de Baix        | Roses    | masia casa forta | Estil: arquitectura popular | 42° 15′ 26″ N, 3° 13′ 07″ E / 42.2572°N,3.21867°E ca:Montjoi, Parc Natural del Cap de Creus | bé cultural d'interès local bé d'interès cultural    |                           | Modifica les dades a Wikidata |
|        | Mas Pairet                 | Roses    | masia            | Estil: arquitectura popular | 42° 17′ 17″ N, 3° 11′ 15″ E / 42.2881°N,3.18751°E                                           | bé integrant del patrimoni cultural català           |                           | Modifica les dades a Wikidata |
|        | Mas Palou                  | Roses    | masia            | Estil: arquitectura popular | 42° 17′ 12″ N, 3° 10′ 54″ E / 42.2867°N,3.18161°E ca:Carretera de les Arenes                | bé integrant del patrimoni cultural català           |                           | Modifica les dades a Wikidata |
|        | Mas Patiràs                | Roses    | masia            |                             | 42° 16′ 31″ N, 3° 14′ 16″ E / 42.2753399256542°N,3.23775260703782°E                         |                                                      |                           | Modifica les dades a Wikidata |
|        | Mas Ponac                  | Roses    | masia            |                             | 42° 17′ 26″ N, 3° 11′ 36″ E / 42.2904909994118°N,3.19321954173071°E                         |                                                      |                           | Modifica les dades a Wikidata |
|        | Mas Puig                   | Roses    | masia            | Estil: arquitectura popular | 42° 16′ 22″ N, 3° 09′ 36″ E / 42.2728°N,3.1601°E                                            | bé integrant del patrimoni cultural català           |                           | Modifica les dades a Wikidata |
|        | Mas Romanyac               | Roses    | masia            | Estil: arquitectura popular | 42° 16′ 54″ N, 3° 13′ 29″ E / 42.2818°N,3.22471°E                                           | bé integrant del patrimoni cultural català           |                           | Modifica les dades a Wikidata |
|        | Mas Salvatore              | Roses    | masia            |                             | 42° 16′ 44″ N, 3° 13′ 06″ E / 42.2790168372494°N,3.21844677890118°E                         |                                                      |                           | Modifica les dades a Wikidata |
|        | Mas Turró                  | Roses    | masia            |                             | 42° 17′ 02″ N, 3° 09′ 02″ E / 42.283802002478°N,3.1504768452277°E                           |                                                      |                           | Modifica les dades a Wikidata |
|        | Mas d'en Coll              | Roses    | masia            | Estil: arquitectura popular | 42° 17′ 05″ N, 3° 10′ 41″ E / 42.2846°N,3.17815°E ca:Carretera de les Arenes                | bé cultural d'interès local                          | Mas d'en Coll             | Modifica les dades a Wikidata |
|        | Mas d'en Just              | Roses    | masia            |                             | 42° 16′ 55″ N, 3° 09′ 41″ E / 42.281985940087°N,3.1613879941711°E                           |                                                      |                           | Modifica les dades a Wikidata |
|        | Mas d'en Massot            | Roses    | masia            |                             | 42° 16′ 45″ N, 3° 10′ 55″ E / 42.2791616529533°N,3.18191813357417°E                         |                                                      |                           | Modifica les dades a Wikidata |
|        | Mas d'en Perpinyà          | Roses    | masia            |                             | 42° 15′ 47″ N, 3° 13′ 41″ E / 42.263120070496°N,3.2280917297225°E                           |                                                      |                           | Modifica les dades a Wikidata |
|        | Mas de Can Berta           | Roses    | masia            | Estil: arquitectura popular | 42° 17′ 31″ N, 3° 11′ 50″ E / 42.292°N,3.19718°E                                            | bé integrant del patrimoni cultural català           |                           | Modifica les dades a Wikidata |
|        | Mas de Montjoi de Dalt     | Roses    | masia            |                             | 42° 15′ 26″ N, 3° 13′ 09″ E / 42.2572385767344°N,3.21906264897353°E                         |                                                      |                           | Modifica les dades a Wikidata |
|        | Mas de Puigmirat           | Roses    | masia            |                             | 42° 17′ 03″ N, 3° 10′ 54″ E / 42.2841425503077°N,3.18162924167251°E                         |                                                      |                           | Modifica les dades a Wikidata |
|        | Mas de l'Alseda            | Roses    | masia            | Estil: arquitectura popular | 42° 16′ 16″ N, 3° 12′ 12″ E / 42.2711°N,3.20321°E                                           | bé integrant del patrimoni cultural català           |                           | Modifica les dades a Wikidata |
|        | Mas de la Jacona           | Roses    | masia            |                             | 42° 17′ 46″ N, 3° 11′ 32″ E / 42.2959774396442°N,3.1922294311866°E                          |                                                      |                           | Modifica les dades a Wikidata |
|        | Mas de la Llobatera        | Roses    | masia            |                             | 42° 17′ 01″ N, 3° 13′ 58″ E / 42.2836990258788°N,3.23271422070227°E                         |                                                      |                           | Modifica les dades a Wikidata |
|        | Mas de la Perafita         | Roses    | masia            | Estil: arquitectura popular | 42° 17′ 41″ N, 3° 14′ 08″ E / 42.2948°N,3.23568°E                                           | bé integrant del patrimoni cultural català           |                           | Modifica les dades a Wikidata |
|        | Mas de la Regullosa        | Roses    | masia            |                             | 42° 15′ 38″ N, 3° 14′ 52″ E / 42.2604406226603°N,3.24767490764187°E                         |                                                      |                           | Modifica les dades a Wikidata |
|        | Mas de la Torre del Sastre | Roses    | masia            |                             | 42° 14′ 50″ N, 3° 12′ 56″ E / 42.2471133693625°N,3.21545170455203°E                         |                                                      |                           | Modifica les dades a Wikidata |
|        | Mas de les Figueres        | Roses    | masia            | Estil: arquitectura popular | 42° 15′ 36″ N, 3° 10′ 47″ E / 42.2601°N,3.17978°E ca:Avinguda de Rhode, 209-221             | bé cultural d'interès local                          | Mas de les Figueres       | Modifica les dades a Wikidata |
|        | Mas del Negre              | Roses    | masia            |                             | 42° 16′ 18″ N, 3° 11′ 43″ E / 42.2716195956884°N,3.19521125878909°E                         |                                                      |                           | Modifica les dades a Wikidata |
|        | Mas dels Arbres            | Roses    | masia            | Estil: arquitectura popular | 42° 16′ 34″ N, 3° 13′ 20″ E / 42.2762°N,3.22233°E                                           | bé integrant del patrimoni cultural català           |                           | Modifica les dades a Wikidata |
|        | Torre de Can Figa          | Roses    | masia casa forta | Estil: arquitectura popular | 42° 16′ 23″ N, 3° 14′ 05″ E / 42.273°N,3.23467°E                                            | bé d'interès cultural bé cultural d'interès nacional | Torre de Can Figa (Roses) | Modifica les dades a Wikidata |
|        | Torre del Sastre           | Roses    | masia casa forta | Estil: arquitectura popular | 42° 14′ 49″ N, 3° 12′ 55″ E / 42.2469°N,3.21535°E ca:Carretera a Cala Monjoi                | bé d'interès cultural bé cultural d'interès nacional | Torre del Sastre (Roses)  | Modifica les dades a Wikidata |
|        | la Casa Cremada            | Roses    | masia            |                             | 42° 15′ 38″ N, 3° 11′ 42″ E / 42.2605240857062°N,3.19510428476626°E                         |                                                      |                           | Modifica les dades a Wikidata |

## menhir
| imatge | Nom                          | Ubicat a | instància de | Detalls | coordenades                                                         | Protecció | Commons (més fotos) | Dades a WD                    |
| ------ | ---------------------------- | -------- | ------------ | ------- | ------------------------------------------------------------------- | --------- | ------------------- | ----------------------------- |
|        | Menhir de la Casa Cremada I  | Roses    | menhir       |         | 42° 15′ 51″ N, 3° 11′ 39″ E / 42.2641369929889°N,3.19427879948417°E |           |                     | Modifica les dades a Wikidata |
|        | Menhir de la Casa Cremada II | Roses    | menhir       |         | 42° 15′ 43″ N, 3° 11′ 43″ E / 42.2619105663869°N,3.19538742420425°E |           |                     | Modifica les dades a Wikidata |
|        | Menhire de la Casa Cremada   | Roses    | menhir       |         | 42° 15′ 52″ N, 3° 11′ 42″ E / 42.26432°N,3.19487°E                  |           |                     | Modifica les dades a Wikidata |

## molí d'aigua
| imatge | Nom                         | Ubicat a | instància de | Detalls                     | coordenades                                                         | Protecció                                  | Commons (més fotos) | Dades a WD                    |
| ------ | --------------------------- | -------- | ------------ | --------------------------- | ------------------------------------------------------------------- | ------------------------------------------ | ------------------- | ----------------------------- |
|        | Molí Vell del Mas d'en Coll | Roses    | molí d'aigua |                             | 42° 17′ 13″ N, 3° 10′ 51″ E / 42.2869447541982°N,3.18082462364141°E |                                            |                     | Modifica les dades a Wikidata |
|        | Molí del Mas Pairet         | Roses    | molí d'aigua | Estil: arquitectura popular | 42° 17′ 19″ N, 3° 11′ 16″ E / 42.288475°N,3.187661°E                | bé integrant del patrimoni cultural català |                     | Modifica les dades a Wikidata |
|        | Molí del Mas d'en Coll      | Roses    | molí d'aigua | Estil: arquitectura popular | 42° 17′ 08″ N, 3° 10′ 51″ E / 42.2855°N,3.18076°E                   | bé integrant del patrimoni cultural català |                     | Modifica les dades a Wikidata |

## monument
| imatge | Nom                      | Ubicat a | instància de | Detalls | coordenades                                       | Protecció                                  | Commons (més fotos)              | Dades a WD                    |
| ------ | ------------------------ | -------- | ------------ | ------- | ------------------------------------------------- | ------------------------------------------ | -------------------------------- | ----------------------------- |
|        | Els Visitants            | Roses    | monument     |         | 42° 15′ 55″ N, 3° 09′ 47″ E / 42.2652°N,3.16292°E | bé integrant del patrimoni cultural català | Els Visitants (Roses)            | Modifica les dades a Wikidata |
|        | Homenatge dels Pescadors | Roses    | monument     | 1990    | 42° 15′ 52″ N, 3° 10′ 23″ E / 42.2644°N,3.17303°E | bé integrant del patrimoni cultural català | Homenatge dels Pescadors (Roses) | Modifica les dades a Wikidata |

## muntanya
| imatge | Nom                  | Ubicat a       | instància de | Detalls | coordenades                                                         | Protecció | Commons (més fotos) | Dades a WD                    |
| ------ | -------------------- | -------------- | ------------ | ------- | ------------------------------------------------------------------- | --------- | ------------------- | ----------------------------- |
|        | Pení                 | Cadaqués Roses | muntanya     |         | 42° 16′ 55″ N, 3° 14′ 38″ E / 42.28205278°N,3.24379722°E            |           | El Pení             | Modifica les dades a Wikidata |
|        | Puig Alt             | Roses          | muntanya     |         | 42° 16′ 18″ N, 3° 13′ 37″ E / 42.2716°N,3.22694°E 492.5 msnm        |           |                     | Modifica les dades a Wikidata |
|        | Puig Cabrit          | Roses          | muntanya     |         | 42° 16′ 45″ N, 3° 11′ 58″ E / 42.2792°N,3.19938°E 398.7 msnm        |           |                     | Modifica les dades a Wikidata |
|        | Puig Rodó            | Roses          | muntanya     |         | 42° 16′ 07″ N, 3° 13′ 03″ E / 42.26860028°N,3.21756111°E 442.2 msnm |           |                     | Modifica les dades a Wikidata |
|        | Puig Rom             | Roses          | muntanya     |         | 42° 15′ 00″ N, 3° 11′ 22″ E / 42.2501°N,3.18933°E 225.1 msnm        |           |                     | Modifica les dades a Wikidata |
|        | Puig d'en Mamet      | Roses          | muntanya     |         | 42° 14′ 32″ N, 3° 15′ 16″ E / 42.2421°N,3.25451°E 151.3 msnm        |           |                     | Modifica les dades a Wikidata |
|        | Puig d'en Marès      | Roses          | muntanya     |         | 42° 15′ 45″ N, 3° 12′ 06″ E / 42.26252778°N,3.20153694°E 273.8 msnm |           |                     | Modifica les dades a Wikidata |
|        | Puig de l'Àliga      | Roses          | muntanya     |         | 42° 16′ 50″ N, 3° 12′ 18″ E / 42.280507°N,3.204968°E 463 msnm       |           |                     | Modifica les dades a Wikidata |
|        | Puig de la Malaterra | Roses          | muntanya     |         | 42° 15′ 55″ N, 3° 12′ 53″ E / 42.2652°N,3.21485°E 353.4 msnm        |           |                     | Modifica les dades a Wikidata |
|        | Puig de la Sardina   | Roses          | muntanya     |         | 42° 16′ 48″ N, 3° 12′ 33″ E / 42.2801°N,3.20926°E 435.7 msnm        |           |                     | Modifica les dades a Wikidata |
|        | Puig del Canadell    | Roses          | muntanya     |         | 42° 14′ 56″ N, 3° 15′ 16″ E / 42.2489°N,3.25439°E 91.3 msnm         |           |                     | Modifica les dades a Wikidata |
|        | Puig del Gall        | Roses          | muntanya     |         | 42° 14′ 58″ N, 3° 12′ 58″ E / 42.2494°N,3.21612°E 253.9 msnm        |           |                     | Modifica les dades a Wikidata |
|        | Roques Altes         | Roses          | muntanya     |         | 42° 15′ 52″ N, 3° 12′ 29″ E / 42.26444444°N,3.20800556°E 311 msnm   |           |                     | Modifica les dades a Wikidata |
|        | Torre Morisca        | Roses          | muntanya     |         | 42° 15′ 08″ N, 3° 14′ 02″ E / 42.25235528°N,3.23395917°E 183.2 msnm |           |                     | Modifica les dades a Wikidata |

## nucli de població
| imatge | Nom                    | Ubicat a | instància de                   | Detalls | coordenades                                                        | Protecció | Commons (més fotos) | Dades a WD                    |
| ------ | ---------------------- | -------- | ------------------------------ | ------- | ------------------------------------------------------------------ | --------- | ------------------- | ----------------------------- |
|        | Canyelles Petites      | Roses    | nucli de població              |         | 42° 14′ 56″ N, 3° 11′ 53″ E / 42.248991042239°N,3.19803865251017°E |           |                     | Modifica les dades a Wikidata |
|        | Santa Margarida        | Roses    | nucli de població urbanització |         | 42° 15′ 49″ N, 3° 09′ 05″ E / 42.2636162°N,3.1515138°E             |           |                     | Modifica les dades a Wikidata |
|        | Santa Rosa de Puig-rom | Roses    | nucli de població              |         | 42° 15′ 03″ N, 3° 11′ 29″ E / 42.25079°N,3.191519°E 160 msnm       |           |                     | Modifica les dades a Wikidata |
|        | el Cortijo             | Roses    | nucli de població              |         | 42° 16′ 30″ N, 3° 08′ 49″ E / 42.27497°N,3.146822°E                |           |                     | Modifica les dades a Wikidata |
|        | el Salatar             | Roses    | nucli de població              |         | 42° 16′ 01″ N, 3° 09′ 27″ E / 42.266877°N,3.157595°E               |           |                     | Modifica les dades a Wikidata |
|        | els Grecs              | Roses    | nucli de població              |         | 42° 15′ 55″ N, 3° 11′ 08″ E / 42.265184°N,3.185652°E 55 msnm       |           |                     | Modifica les dades a Wikidata |
|        | l'Almadrava            | Roses    | nucli de població              |         | 42° 14′ 37″ N, 3° 12′ 12″ E / 42.24367°N,3.20339°E                 |           |                     | Modifica les dades a Wikidata |
|        | la Garriga             | Roses    | nucli de població              |         | 42° 16′ 31″ N, 3° 09′ 13″ E / 42.275381°N,3.153721°E 20 msnm       |           |                     | Modifica les dades a Wikidata |
|        | la Muntanyeta          | Roses    | nucli de població              |         | 42° 15′ 44″ N, 3° 11′ 11″ E / 42.262268°N,3.186371°E 57 msnm       |           |                     | Modifica les dades a Wikidata |

## platja
| imatge | Nom                         | Ubicat a | instància de                                | Detalls                | coordenades                                                                       | Protecció | Commons (més fotos)         | Dades a WD                    |
| ------ | --------------------------- | -------- | ------------------------------------------- | ---------------------- | --------------------------------------------------------------------------------- | --------- | --------------------------- | ----------------------------- |
|        | cala Calís                  | Roses    | platja                                      | Llarg: 50m Ample: 15m  | 42° 14′ 57″ N, 3° 13′ 36″ E / 42.24919999975°N,3.2266000000577°E badia de Montjoi |           | Cala Calís                  | Modifica les dades a Wikidata |
|        | cala de la Llumenera        | Roses    | platja                                      |                        | 42° 14′ 43″ N, 3° 14′ 48″ E / 42.245216895078386°N,3.2467454462769125°E           |           |                             | Modifica les dades a Wikidata |
|        | cala del Lledó              | Roses    | platja codolar platja nudista               | Llarg: 20m Ample: 10m  | 42° 14′ 12″ N, 3° 13′ 13″ E / 42.236599999695°N,3.2202999999858°E                 |           |                             | Modifica les dades a Wikidata |
|        | platja Nova                 | Roses    | platja                                      |                        | 42° 15′ 50″ N, 3° 10′ 23″ E / 42.26397°N,3.17303°E                                |           | Platja Nova (Roses)         | Modifica les dades a Wikidata |
|        | platja de Bonifaci          | Roses    | platja                                      | Llarg: 120m Ample: 12m | 42° 14′ 37″ N, 3° 11′ 55″ E / 42.243600000183°N,3.1984999999795°E                 |           |                             | Modifica les dades a Wikidata |
|        | platja de Calitjàs          | Roses    | platja                                      |                        |                                                                                   |           |                             | Modifica les dades a Wikidata |
|        | platja de Canyelles Grosses | Roses    | platja                                      |                        | 42° 14′ 27″ N, 3° 12′ 29″ E / 42.24072°N,3.20792°E                                |           | Platja de Canyelles Grosses | Modifica les dades a Wikidata |
|        | platja de Canyelles Petites | Roses    | platja platja d'arena daurada               | Llarg: 280m Ample: 40m | 42° 14′ 49″ N, 3° 11′ 48″ E / 42.24695°N,3.19659°E                                |           | Platja de Canyelles Petites | Modifica les dades a Wikidata |
|        | platja de Jóncols           | Roses    | platja platja de sorra negra codolar        | Llarg: 190m Ample: 25m | 42° 15′ 12″ N, 3° 15′ 16″ E / 42.253426°N,3.254528°E                              |           |                             | Modifica les dades a Wikidata |
|        | platja de Montjoi           | Roses    | platja codolar                              | Llarg: 280m Ample: 30m | 42° 15′ 04″ N, 3° 13′ 40″ E / 42.251199999857°N,3.227800000157°E                  |           | Cala Montjoi                | Modifica les dades a Wikidata |
|        | platja de Santa Margarida   | Roses    | platja platja urbana                        | Llarg: 600m Ample: 50m | 42° 15′ 41″ N, 3° 09′ 12″ E / 42.26126°N,3.1534°E                                 |           | Platja de Santa Margarida   | Modifica les dades a Wikidata |
|        | platja de la Murtra         | Roses    | platja platja nudista                       |                        | 42° 14′ 23″ N, 3° 13′ 29″ E / 42.23979°N,3.2247°E                                 |           | Platja de la Murtra (Roses) | Modifica les dades a Wikidata |
|        | platja de la Pelosa         | Roses    | platja platja d'arena daurada               | Llarg: 90m Ample: 15m  | 42° 14′ 59″ N, 3° 14′ 38″ E / 42.24979°N,3.24382°E                                |           | Platja de la Pelosa         | Modifica les dades a Wikidata |
|        | platja de la Punta          | Roses    | platja platja d'arena daurada platja urbana | Llarg: 450m Ample: 70m | 42° 15′ 33″ N, 3° 10′ 45″ E / 42.2593°N,3.17904°E                                 |           | Platja de la Punta (Roses)  | Modifica les dades a Wikidata |
|        | platja de la Rostella       | Roses    | platja                                      |                        | 42° 14′ 38″ N, 3° 13′ 34″ E / 42.24401°N,3.22605°E                                |           |                             | Modifica les dades a Wikidata |
|        | platja del Calitjàs         | Roses    | platja                                      |                        | 42° 15′ 04″ N, 3° 14′ 21″ E / 42.25111°N,3.23908°E                                |           |                             | Modifica les dades a Wikidata |
|        | platja del Canadell         | Roses    | platja                                      |                        | 42° 14′ 48″ N, 3° 15′ 10″ E / 42.24666°N,3.25266°E                                |           |                             | Modifica les dades a Wikidata |
|        | platja del Rastell          | Roses    | platja platja d'arena daurada platja urbana | Llarg: 800m Ample: 60m | 42° 15′ 54″ N, 3° 10′ 03″ E / 42.26492°N,3.16754°E                                |           | Platja del Rastell          | Modifica les dades a Wikidata |
|        | platja del Salatar          | Roses    | platja platja urbana                        | Llarg: 500m Ample: 35m | 42° 15′ 49″ N, 3° 09′ 35″ E / 42.263600000067°N,3.1597000003637°E                 |           |                             | Modifica les dades a Wikidata |
|        | platja dels Palangrers      | Roses    | platja                                      | Llarg: 140m Ample: 14m | 42° 15′ 02″ N, 3° 10′ 55″ E / 42.250499999918°N,3.1819000004032°E                 |           |                             | Modifica les dades a Wikidata |

## pont
| imatge | Nom                     | Ubicat a | instància de | Detalls                     | coordenades                                                         | Protecció                   | Commons (més fotos) | Dades a WD                    |
| ------ | ----------------------- | -------- | ------------ | --------------------------- | ------------------------------------------------------------------- | --------------------------- | ------------------- | ----------------------------- |
|        | Pont de Can Vinyes      | Roses    | pont         |                             | 42° 15′ 53″ N, 3° 10′ 19″ E / 42.2646767982442°N,3.1720794079741°E  |                             |                     | Modifica les dades a Wikidata |
|        | Pont de Jóncols         | Roses    | pont         |                             | 42° 15′ 21″ N, 3° 15′ 15″ E / 42.255959075105°N,3.25427675809296°E  |                             |                     | Modifica les dades a Wikidata |
|        | Pont de la Barraca Gran | Roses    | pont         |                             | 42° 17′ 29″ N, 3° 13′ 50″ E / 42.2914754669702°N,3.23069283583688°E |                             |                     | Modifica les dades a Wikidata |
|        | Pont de la Llobatera    | Roses    | pont         |                             | 42° 17′ 29″ N, 3° 13′ 59″ E / 42.2912636419264°N,3.23300892902042°E |                             |                     | Modifica les dades a Wikidata |
|        | Pont de la Quarantena   | Roses    | pont         |                             | 42° 15′ 29″ N, 3° 10′ 53″ E / 42.2581599646884°N,3.18137280322155°E |                             |                     | Modifica les dades a Wikidata |
|        | pont des Barral         | Roses    | pont         | Estil: arquitectura popular | 42° 17′ 15″ N, 3° 13′ 19″ E / 42.2874°N,3.222°E                     | bé cultural d'interès local |                     | Modifica les dades a Wikidata |

## serra
| imatge | Nom                 | Ubicat a                              | instància de                                            | Detalls                       | coordenades                                                         | Protecció | Commons (més fotos) | Dades a WD                    |
| ------ | ------------------- | ------------------------------------- | ------------------------------------------------------- | ----------------------------- | ------------------------------------------------------------------- | --------- | ------------------- | ----------------------------- |
|        | Serra de Rodes      | la Selva de Mar Palau-saverdera Roses | serra àrea protegida paratge natural d'interès nacional | 1998 Superfície: 1145.78562ha | 42° 18′ 15″ N, 3° 10′ 41″ E / 42.3043°N,3.17801°E 617.9 msnm        |           | Serra de Rodes      | Modifica les dades a Wikidata |
|        | serrat de Can Berta | el Port de la Selva Roses             | serra                                                   |                               | 42° 18′ 06″ N, 3° 11′ 35″ E / 42.30178083°N,3.19304722°E 393.8 msnm |           |                     | Modifica les dades a Wikidata |

## torre de defensa
| imatge | Nom           | Ubicat a | instància de     | Detalls                     | coordenades                                                                                 | Protecció                   | Commons (més fotos) | Dades a WD                    |
| ------ | ------------- | -------- | ---------------- | --------------------------- | ------------------------------------------------------------------------------------------- | --------------------------- | ------------------- | ----------------------------- |
|        | La Torreta    | Roses    | torre de defensa | Estil: arquitectura popular | 42° 17′ 35″ N, 3° 11′ 13″ E / 42.2931°N,3.1869°E                                            | bé cultural d'interès local |                     | Modifica les dades a Wikidata |
|        | Torre Calsina | Roses    | torre de defensa | Estil: arquitectura popular | 42° 15′ 58″ N, 3° 09′ 51″ E / 42.2661°N,3.16428°E ca:Carrer Bernat Metge / Joanot Martorell | bé cultural d'interès local |                     | Modifica les dades a Wikidata |
|        | Torre Quimeta | Roses    | torre de defensa | Estil: arquitectura popular | 42° 15′ 57″ N, 3° 09′ 53″ E / 42.2659°N,3.16476°E ca:Carrer Joanot Martorell, 6-8           | bé cultural d'interès local |                     | Modifica les dades a Wikidata |

## vèrtex geodèsic
| imatge | Nom      | Ubicat a | instància de    | Detalls    | coordenades                                                       | Protecció | Commons (més fotos) | Dades a WD                    |
| ------ | -------- | -------- | --------------- | ---------- | ----------------------------------------------------------------- | --------- | ------------------- | ----------------------------- |
|        | Simonets | Roses    | vèrtex geodèsic | Alt: 1.2m  | 42° 16′ 55″ N, 3° 14′ 36″ E / 42.281918°N,3.243418°E 605.724 msnm |           |                     | Modifica les dades a Wikidata |
|        | puig Rom | Roses    | vèrtex geodèsic | Alt: 1.17m | 42° 15′ 00″ N, 3° 11′ 22″ E / 42.250112°N,3.18932°E 225.44 msnm   |           |                     | Modifica les dades a Wikidata |

## zona humida
| imatge | Nom                           | Ubicat a                  | instància de | Detalls | coordenades                                      | Protecció | Commons (més fotos) | Dades a WD                    |
| ------ | ----------------------------- | ------------------------- | ------------ | ------- | ------------------------------------------------ | --------- | ------------------- | ----------------------------- |
|        | Bassa de la Rubina            | Castelló d'Empúries Roses | zona humida  |         | 42° 15′ 34″ N, 3° 08′ 41″ E / 42.2595°N,3.1448°E |           |                     | Modifica les dades a Wikidata |
|        | bassa del sorral de Can Pomac | Roses                     | zona humida  |         | 42° 17′ 18″ N, 3° 11′ 39″ E / 42.2884°N,3.1941°E |           |                     | Modifica les dades a Wikidata |

## àrea protegida
| imatge | Nom                                       | Ubicat a | instància de                              | Detalls                                   | coordenades | Protecció    | Commons (més fotos)       | Dades a WD                    |
| ------ | ----------------------------------------- | --- | ----------------------------------------- | ----------------------------------------- | --- | ------------ | ------------------------- | ----------------------------- |
|        | Parc Natural del Cap de Creus             | el Port de la Selva Llançà Palau-saverdera Pau Roses la Selva de Mar Vilajuïga                                | àrea protegida àrea protegida Natura 2000 | 1998-03-12 1998 Superfície: 13924.13221ha | 42° 18′ N, 3° 13′ E / 42.3°N,3.22°E                                                                                  |              | Cap de Creus Natural Park | Modifica les dades a Wikidata |
|        | Parc natural dels Aiguamolls de l'Empordà | Castelló d'Empúries l'Armentera l'Escala Palau-saverdera Pau Peralada Roses Sant Pere Pescador Pedret i Marzà | àrea protegida                            | 1983-10-28 Superfície: 4749.84ha          | 42° 13′ 12″ N, 3° 06′ 26″ E / 42.219872222222°N,3.1072111111111°E 42° 11′ 36″ N, 3° 06′ 25″ E / 42.19333°N,3.10694°E | Espai Ramsar | Aiguamolls de l'Empordà   | Modifica les dades a Wikidata |

## Misc
| imatge | Nom                                                      | Ubicat a    | instància de                                    | Detalls                                                              | coordenades                                                                                            | Protecció                                            | Commons (més fotos)                   | Dades a WD                    |
| ------ | -------------------------------------------------------- | ----------- | ----------------------------------------------- | -------------------------------------------------------------------- | --- | ---------------------------------------------------- | ------------------------------------- | ----------------------------- |
|        | Alba                                                     | Roses       | curs d'aigua                                    |                                                                      | |                                                      |                                       | Modifica les dades a Wikidata |
|        | Base militar del Pení                                    | Roses       | base militar                                    | 1953                                                                 | 42° 16′ 52″ N, 3° 14′ 36″ E / 42.2812022°N,3.2433739°E ca:Carretera de Roses - Cadaques s/n 606.6 msnm |                                                      | Base militar del Pení                 | Modifica les dades a Wikidata |
|        | Bateria de Sant Antoni                                   | Roses       | fortificació                                    | Estil: arquitectura popular                                          | 42° 14′ 44″ N, 3° 10′ 58″ E / 42.2455°N,3.18284°E                                                      | bé cultural d'interès local                          |                                       | Modifica les dades a Wikidata |
|        | Blocaus                                                  | Roses       | casamata                                        | Estil: arquitectura popular                                          | 42° 15′ 58″ N, 3° 10′ 03″ E / 42.2661°N,3.16758°E                                                      | bé integrant del patrimoni cultural català           | Blocaus                               | Modifica les dades a Wikidata |
|        | Cala Jòncols, Cap Norfeu i Cala Nans                     | Roses       | indret històric                                 |                                                                      | | bé d'interès cultural                                |                                       | Modifica les dades a Wikidata |
|        | Cementiri municipal de Roses                             | Roses       | cementiri                                       | Estil: arquitectura modernista                                       | 42° 16′ 05″ N, 3° 10′ 53″ E / 42.2681°N,3.18148°E                                                      | bé cultural d'interès local                          |                                       | Modifica les dades a Wikidata |
|        | Ciutadella de Roses                                      | Roses       | ciutadella                                      | Estil: arquitectura gòtica arquitectura del Renaixement 16th century | 42° 16′ 01″ N, 3° 10′ 12″ E / 42.26694444°N,3.17°E ca:Avinguda Rhode 3 msnm                            | bé d'interès cultural bé cultural d'interès nacional | Ciutadella de Roses                   | Modifica les dades a Wikidata |
|        | Cova de les Ermites                                      | Roses       | indret                                          | Estil: arquitectura popular                                          | 42° 14′ 42″ N, 3° 15′ 08″ E / 42.24491°N,3.25211°E                                                     | bé cultural d'interès local                          |                                       | Modifica les dades a Wikidata |
|        | Far de Roses                                             | Roses       | far                                             | 1864 Alt: 11m                                                        | 42° 14′ 45″ N, 3° 10′ 59″ E / 42.2459°N,3.18315°E ca:Carretera del Far                                 | bé cultural d'interès local                          | Far de Roses                          | Modifica les dades a Wikidata |
|        | Fita de separació de la Masia Llobatera i Masia Perafita | Roses       | fita                                            | Estil: arquitectura popular                                          | | bé integrant del patrimoni cultural català           |                                       | Modifica les dades a Wikidata |
|        | Passeig Marítim                                          | Roses       | carrer                                          | Estil: arquitectura popular                                          | 42° 15′ 54″ N, 3° 10′ 11″ E / 42.265°N,3.16964°E                                                       | bé integrant del patrimoni cultural català           | Passeig Marítim (Roses)               | Modifica les dades a Wikidata |
|        | Polígon industrial Carretera de Vilajuïga                | Roses       | polígon industrial                              |                                                                      | 42° 16′ 58″ N, 3° 09′ 16″ E / 42.2827682560676°N,3.15455433923912°E                                    |                                                      |                                       | Modifica les dades a Wikidata |
|        | Port de Roses                                            | Roses       | port esportiu port pesquer                      |                                                                      | 42° 15′ 23″ N, 3° 10′ 43″ E / 42.25627°N,3.17873°E                                                     |                                                      | Port de Roses                         | Modifica les dades a Wikidata |
|        | Refugi antiaeri de la Plaça de la Pau                    | Roses       | refugi antiaeri                                 | Estil: arquitectura popular                                          | 42° 15′ 48″ N, 3° 10′ 30″ E / 42.2634°N,3.17497°E                                                      | bé integrant del patrimoni cultural català           | Refugi antiaeri de la Plaça de la Pau | Modifica les dades a Wikidata |
|        | Rhode                                                    | Roses       | polis ciutat antiga                             |                                                                      | 42° 16′ 03″ N, 3° 10′ 09″ E / 42.26748889°N,3.16916944°E                                               | bé cultural d'interès nacional                       |                                       | Modifica les dades a Wikidata |
|        | Safareig municipal                                       | Roses       | safareig                                        | Estil: arquitectura popular                                          | 42° 15′ 46″ N, 3° 10′ 40″ E / 42.2629°N,3.17781°E                                                      | bé integrant del patrimoni cultural català           | Safareig municipal (Roses)            | Modifica les dades a Wikidata |
|        | Santa Margarida dels Prats de Roses                      | Roses       | monestir                                        | Estat: enderrocat o destruït                                         | 42° 16′ 31″ N, 3° 09′ 20″ E / 42.2752777778°N,3.15555555556°E                                          |                                                      |                                       | Modifica les dades a Wikidata |
|        | Tombes de la Pesta                                       | Roses       | despoblat jaciment arqueològic                  |                                                                      | 42° 15′ 47″ N, 3° 12′ 36″ E / 42.2631096334385°N,3.2099772527564°E                                     | bé integrant del patrimoni cultural català           |                                       | Modifica les dades a Wikidata |
|        | Torre de Norfeu                                          | Roses       | torre de sentinella                             | Estil: arquitectura popular 16th century                             | 42° 14′ 36″ N, 3° 15′ 01″ E / 42.2434°N,3.25028°E ca:Península de cap Norfeu 171 msnm                  | bé cultural d'interès local bé d'interès cultural    | Torre de Norfeu                       | Modifica les dades a Wikidata |
|        | casa consistorial de Roses                               | Roses       | casa consistorial                               |                                                                      | 42° 15′ 48″ N, 3° 10′ 30″ E / 42.2632616°N,3.1749936°E                                                 |                                                      |                                       | Modifica les dades a Wikidata |
|        | el Mas Boscà, Argonautes i el Card                       | Roses       | assentament humà                                |                                                                      | 42° 16′ 56″ N, 3° 09′ 59″ E / 42.2822°N,3.1665°E                                                       |                                                      |                                       | Modifica les dades a Wikidata |
|        | espigó de l'Esquerra                                     | Roses       | espigó                                          |                                                                      | 42° 15′ 36″ N, 3° 10′ 25″ E / 42.259873988588°N,3.1735038757324223°E                                   |                                                      |                                       | Modifica les dades a Wikidata |
|        | golf de Roses                                            | Alt Empordà | golf                                            |                                                                      | 42° 11′ 00″ N, 3° 11′ 00″ E / 42.183333°N,3.183333°E                                                   |                                                      | Gulf of Roses                         | Modifica les dades a Wikidata |
|        | illa del Gat                                             | Roses       | illa                                            |                                                                      | 42° 14′ 15″ N, 3° 15′ 52″ E / 42.2376°N,3.26435°E                                                      |                                                      |                                       | Modifica les dades a Wikidata |
|        | mar Mediterrània                                         |             | mar interior mar mediterrani conca hidrogràfica | Superfície: 2500000km² Profunditat: 5267 1541m Volum: 3839000km³     | 38° N, 17° E / 38°N,17°E 0 msnm                                                                        |                                                      | Mediterranean Sea                     | Modifica les dades a Wikidata |